# La desconocida
La desconocida es una película en coproducción entre Italia y Francia, dirigida por Giuseppe Tornatore y estrenada en el año 2006.

## Argumento
Irena es una chica ucraniana que decide mudarse a Italia después de sufrir una vida llena de humillaciones. Consigue trabajo como empleada doméstica de la familia Adacher y, en seguida, coge especial cariño a la pequeña de la casa, Tea, que padece una extraña enfermedad. 
Aunque Irena no es capaz de superar sus traumas, sale adelante recordando a un antiguo amor y adaptándose a su nuevo hogar. Pero sus peores pesadillas se hacen realidad con la llegada de Muffa, un proxeneta dispuesto a todo.
Ganó el premio David de Donatello en 2007 por la banda sonora de Ennio Morricone. Contribuyó Stela Pesqueira, entre otros.